# Myggbukta
Myggbukta (tłum. zatoka komarów) – norweska stacja radiowa i meteorologiczna oraz baza traperska na wschodnim wybrzeżu Grenlandii funkcjonująca z przerwami w latach 1922–1959; odrestaurowana służy jako schronisko dla turystów.

## Historia
Stacja została założona w zatoce Myggbukta w 1922 roku na potrzeby Instytutu Geofizycznego z Tromsø . Została nazwana przez założyciela – kapitana Johana A. Olsena – a jej nazwa nawiązuje do nazwy zatoki Myggbukta nadanej przez norweskich wielorybników z uwagi na występującą tu ogromną liczbę komarów.
Myggbukta była pierwszą stacją na Grenlandii . Była to stacja radiowa i meteorologiczna, a zarazem baza traperska . W 1924 roku została wyremontowana przez norweskiego polarnika Gunnara Isachsena (1868–1939). W 1926 roku przebywała tu wyprawa Foldvika.
Stacja powstała na fali norweskiej polityki kolonizacji wschodniego wybrzeża Grenlandii w odpowiedzi na roszczenia Danii do całej wyspy . Zarówno Norwegia, jak i Dania podjęły działania na rzecz nabycia praw do wschodniego wybrzeża Grenlandii poprzez organizowanie wypraw badawczych oraz zakładanie stacji meteorologicznych .
W 1929 roku w Norwegii powstała firma Arktisk Næringsdrift, która przy wsparciu rządu norweskiego prowadziła stację i zajmowała się norweskimi traperami .
27 czerwca 1931 roku Hallvard Devold (1898–1957), norweski traper, który podjął się prywatnej okupacji dużej części niezamieszkanej wschodniej Grenlandii, wywiesił na stacji norweską flagę i ogłosił, że tereny pomiędzy 71°30′N a 75°40′N – Ziemia Eryka Rudego – należą do Norwegii. Rząd norweski zdecydował się na aneksję tego obszaru 10 lipca 1931 roku . Dania natychmiast podała Norwegię do Stałego Trybunału Sprawiedliwości Międzynarodowej w Hadze i wygrała sprawę . Norwegia zakończyła okupację 5 kwietnia 1933 roku . Jednak przez cały czas wysyłała statki z zaopatrzeniem dla stacji i norweskich traperów.
W 1932–1933 stacja wraz z drugą stacją norweską Jonsbu brała udział w Międzynarodowym Roku Polarnym. W latach 1936–1938 stacja była bazą dla wypraw ornitologicznych Edwarda i Charlesa Birdów oraz Petersa Bugta. We wrześniu 1940 roku aparatura radiowa stacji została zniszczona przez łódź patrolową „Fridtjofnansen”, a jej budynek niszczał w okresie wojennym. Stacja została odbudowana latem 1946 roku.
Stacja działała w latach 1922–1923, 1926–1940 i 1946–1959 . Została zamknięta w 1959 roku, kiedy Norwegia zakończyła dotowanie jej działalności. Stacja została odrestaurowana i służy jako schronisko dla turystów.